# 沈阳机床（集团）有限责任公司
沈阳机床集团有限责任公司，简称：沈阳机床。公司总股本1099521.02万股（2008年2季度），总部位于中国沈阳市沈阳经济技术开发区开发大路17甲1号，现任董事长为关锡友。

## 历史沿革
沈阳第一机床厂前身是1935年成立的滿洲機器有限公司，後更名為滿洲三菱株式會社機械廠。1946年後相继更名為沈阳第四機器廠、沈阳機器一分廠、沈阳第一機器廠。1953年更名為沈阳第一机床厂。沈阳第三机床厂前身是1937年成立的協和工業株式會社。抗日戰爭結束後被國民政府接收，並更名為中央機器有限公司沈阳機器廠第三分廠。1949年5月更名為沈阳第三機器廠。1953年8月，更名為沈阳第三機床廠。
沈阳机床（集团）有限责任公司于1995年通过对沈阳原三大机床厂，即沈阳第一机床厂、中捷友谊厂、沈阳第三机床厂（破产重组后为沈阳数控机床有限公司）资产重组而组建。为沈阳机床股份有限公司（深交所：000410）控股股东。
2004年成功并购德国希斯公司、重组云南机床厂（云南CY集团）；2006年控股昆明机床（上交所：600806）。
2019年12月20日，中国通用技术集团對沈阳机床（集团）有限责任公司進行重組。

## 主要产品
主导产品为金属切削机床。数控机床主要有数控车床、数控铣镗床、立式加工中心、卧式加工中心、龙门式加工中心、数控钻床、重大型数控机床、高速铣削中心、激光切割机、质量定心机及各种数控专用机床和数控刀架等；普通机床主要有普通车床、摇臂钻床、卧式镗床、多轴自动车床、各种普通专机和机床附件。
从2013年开始推出i5数控系统，从2014年起推出i5智能机床。

## 公司业绩
- 2007年经济规模突破100亿元，数控机床产量突破2万台，机床产品的销售收入为中国第一，世界第八位。
- 2008年经济规模113亿元，世界第七位；
- 2009年经济规模120亿元，世界第二位。
- 2011年经济规模180亿元，按2012年排名，世界第一位。[5]